# Kayshon Boutte
Kayshon Boutte (Nueva Iberia, Luisiana; 7 de mayo de 2002) es un jugador profesional estadounidense de fútbol americano, se desempeña en la posición de wide receiver en New England Patriots, en la National Football League (NFL).

## Carrera
Hizo su debut profesional con el equipo New England Patriots, lleva jugando una temporada, comenzó en el 2023.